# Giovanni de Papa
Giovanni de Papa (seconda metà del XII secolo) è stato un funzionario e politico italiano.

## Biografia
Giovanni di Guido de Papa apparteneva alla storica casata romana dei de Papa o Papareschi, originata in seguito all'elezione di un loro membro, Gregorio, al soglio pontificio con il nome di Innocenzo II nel 1130, e che aveva raggiunto una certa ricchezza e importanza tra l'aristocrazia romana tra il XII e il XIII secolo.
Giovanni era insignito del titolo di Romanorum consul. Nel sesto libro del Boncompagnus, il letterato Boncompagno da Signa scrive di lui definendolo «vir sapiens, providus, egregius contionator et in omnibus negotiis mundanis astutus». Dai primi anni del XIII secolo, Giovanni iniziò a ricoprire numerosi incarichi pubblici in vari comuni dell'Italia centrale.
Nel 1205 è ricordato come podestà di Perugia, mentre nel 1207 e nel 1212 di Viterbo. Fu podestà di Todi nel 1208 e nel 1213, e di Firenze nel 1209. Nel 1216 è invece podestà di Grosseto, primo podestà documentato della città maremmana, e poi di Faenza nel 1221. Nel 1226 è nuovamente podestà di Firenze, mentre nel 1233 è ricordato nella medesima carica a Orte.
Ebbe un figlio, Guido, che fu podestà di Assisi nel 1228.